# بطولة إيه إم إيه سوبر كروس
بطولة إيه إم إيه سوبر كروس هي سلسلة سباق دراجات نارية أمريكية تأسست في 1974 من قبل الرابطة الأمريكية لراكبي الدراجات النارية.

## التغطية التلفزيونية
تذاع السلسلة على 4 قنوات:
- هيئة الإذاعة الوطنية تذيع 6 سباقات مباشر و3 إعادة
- سي إن بي سي تذيع 10 سباقات مباشر و 3إعادة في اليوم التالي
- يو إس إيه نيتورك تذيع 3 سباقات مباشر
- بيكوك تذيع جميع السباقات مباشر